# 央金拉姆 (甘肃)
央金拉姆（藏語：དབྱངས་ཅན་ལྷ་མོ་，威利转写：dbyangs can lha mo），心靈音樂家，作家，現代修行人，央金歌舞法創始人。2011年，收錄她演唱歌曲《滿願文(Words of Fulfillment)》的专辑《上山之旅》獲得第53屆葛萊美獎“最佳新世紀音樂獎”（Best New Age Album），央金拉姆代表專輯制作團隊上臺領獎，成為「第一位捧起葛萊美獎獎杯的中國籍歌手」。央金拉姆共創作並出版四張心靈音樂專輯。

## 生平

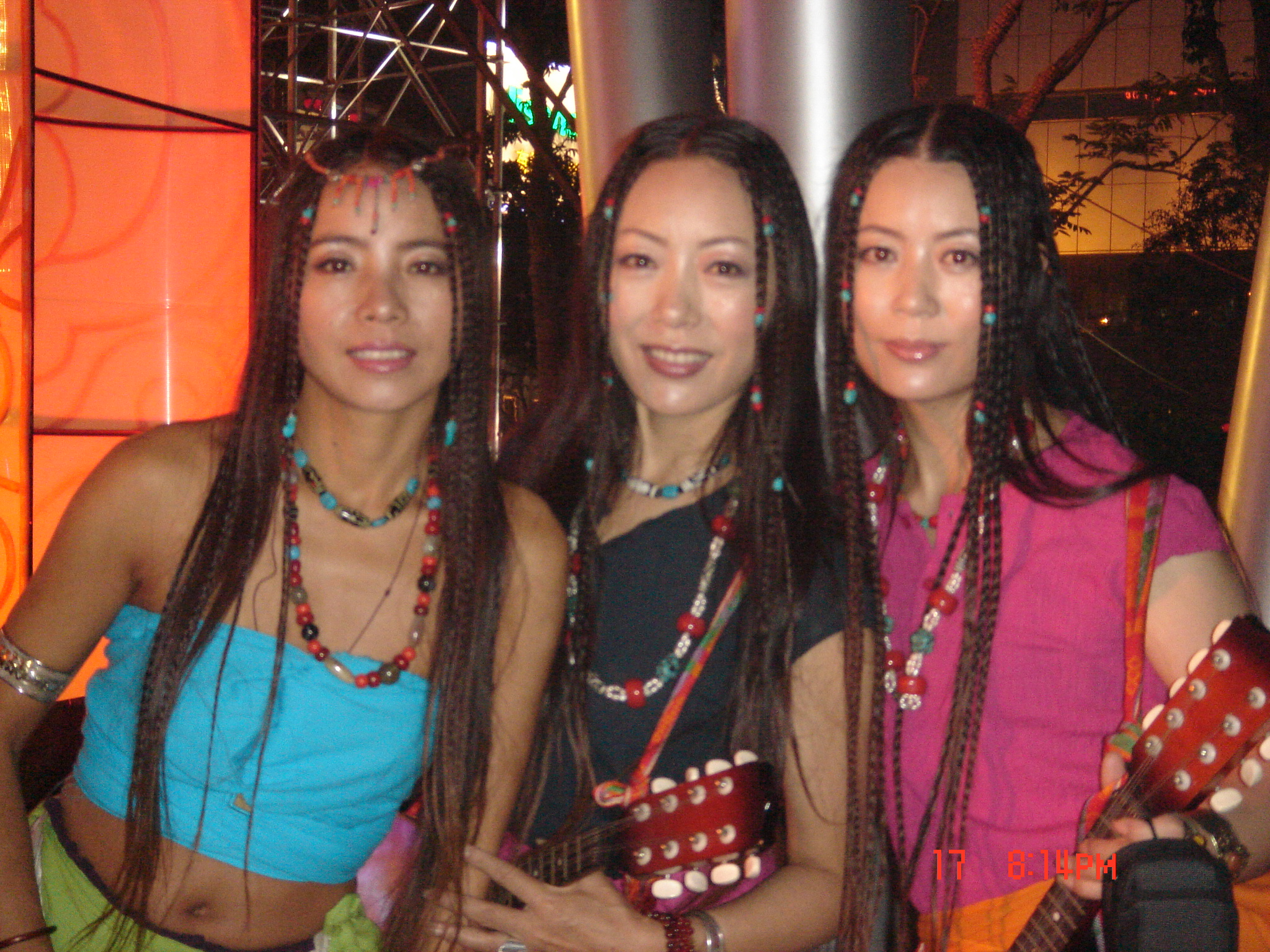
“央姐瑪三姐妹”合唱組合

央金拉姆出生於甘肅天祝藏族自治縣，1993年考入西北民族大學藝術系。
1996年，央金拉姆輟學回到藏區開發藏藥，與友人及家人共同創建了奇正藏藥集團。
1999年，央金拉姆與親姐妹岱藏卓瑪、拉姆措組建“央姐瑪三姐妹”藏族歌唱組合，並於2000年登上中國中央電視臺「春節聯歡晚會」。
2002年，央金拉姆與陳宇廷在北京結婚。
2010年，夫妻二人加入“全球家族公益會Global Philanthropist Circle (GPC)”。隨後，央金拉姆聯合佩姬·洛克菲勒、詹妮弗·巴菲特、賽納·善賓等女性公益領袖共同發起“世界婦女和平中心”（Women for Humanity）。
2013年起，央金拉姆與先生陳宇廷共同推廣“覺性科學與央金歌舞法”。
央金拉姆於46歲誕下長女陳明樂，51歲再度懷孕並誕下三胞胎——陳常樂、陳永樂、陳密樂，夫妻二人共育有二子二女。

## 創作及演出心靈音樂

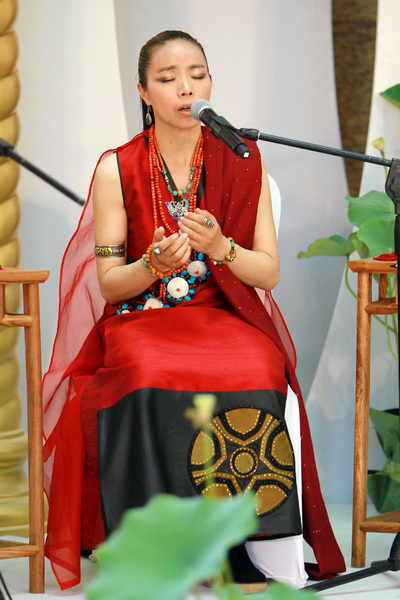
2012年7月，央金拉姆在北京舉辦“至善至美”音樂會

央金拉姆婚後退出商界，投入修行並創作心靈音樂。
她先後共創作並出版4張心靈音樂專輯，其中，專輯《花香飄來時》入圍臺灣第19屆金曲獎最佳宗教音樂專輯。
2008年，央金拉姆受保羅·溫特邀請在美國紐約聖約翰大教堂的夏至音樂會上獻唱。
2011年2月13日，收錄了央金拉姆在那場音樂會現場演唱的歌曲《滿願文(Words of Fulfillment)》的專輯《上山之旅》獲得第53屆葛萊美獎最佳新世紀專輯獎，央金拉姆作為專輯創作者之一及唯一獨唱者，代表保羅·溫特樂團上臺領取格萊美獎，成為“第一位捧起葛萊美音樂獎的中國籍歌手”。
2011年5月，央金拉姆與彼得·巴菲特在北京中山音樂廳舉辦“世界和平祈福音樂會”。
2011年6月，央金拉姆再次在美國紐約聖約翰大教堂表演葛萊美獲獎作品。
2012年5月，央金拉姆與保羅·溫特樂團前往日本秀美演出。
2012年7月，央金拉姆在北京舉辦“至善至美心靈音樂會”。
2013年，央金拉姆偕史特夫·戈恩、尤金·弗雷森、格倫·維萊斯等葛萊美獎得主在上海舉辦“葛萊美大師之夜·央金拉姆心靈音樂會”。此後，央金拉姆還代表藏族參加俄羅斯、紐約、洛杉磯、科羅拉多、新墨西哥、土耳其等國際演出與中國中央電視臺春節晚會等數十場大型電視節目和演出。
2017年6月，央金拉姆偕德鲁巴·戈什等多位葛萊美獎得主在上海舉辦“覺曌2017-央金歌舞集”音樂會。

## 作品

### 書籍
- 《心灵女战士》（台湾繁体版）.方智出版社，2013
- 《大地母亲时代的来临》（大陆简体版）.天津人民出版社，2014
- 《妈妈禅：快乐母亲觉醒九要》（台湾繁体版）.方智出版社，2019

### 音樂專輯
- 《央金瑪的眼淚》.2005
- 《央金西藏天籟女聲》.風潮音樂.2006
- 《花香飄來時》[15].風潮音樂.2007
- 《上山之旅》[4]（53屆葛萊美獎“最佳新世紀音樂“獲獎專輯，保羅溫特樂團2011年製作出版，央金拉姆為專輯主唱）
- 《天籟（2009台北市傳統藝術季開幕音樂會)》.台北市立國樂團.2009
- 《滿願文》.2014

## 獲獎
- 演唱專輯《上山之旅》獲得第53屆葛萊美Best New Age Album新世紀音樂獎[1]

- 獲得中國大陸《生活》雜誌頒發的2013年度「國家精神造就者榮譽」[2]

- 專輯《花香飄來時》入圍臺灣第19屆金曲獎傳藝類最佳宗教音樂專輯

## 外部連結
- 央金拉姆個人微博 （页面存档备份，存于）
- 央金拉姆臉書粉絲頁